# Li Lingwei (lekkoatletka)
Li Lingwei (chiń. 李玲蔚; ur. 26 stycznia 1989 w Binzhou) – chińska lekkoatletka specjalizująca się w rzucie oszczepem.
Złota medalistka mistrzostw Azji juniorów (Dżakarta 2008). Wicemistrzyni świata juniorów z Bydgoszczy (2008). Dwa lata wcześniej podczas imprezy tej samej rangi w Pekinie zajęła 8. miejsce. Srebrna medalistka mistrzostw Azji (Guangdong 2009). Odpadła w eliminacjach na igrzyskach olimpijskich w Londynie (2012). Ósma zawodniczka mistrzostw świata w Moskwie (2013). Ma na koncie też medale igrzysk azjatyckich (2010, 2014). Medalistka mistrzostw kraju. Rekord życiowy: 66,25 (8 sierpnia 2017, Londyn).

## Progresja wyników
| Rok           | 2004  | 2005  | 2006  | 2007  | 2008  | 2009  | 2010  | 2011  | 2012  | 2013  | 2014  | 2015  | 2016  | 2017  |
| Odległość (m) | 55,38 | 51,19 | 58,87 | 57,88 | 59,25 | 57,82 | 60,60 | 57,39 | 65,11 | 63,06 | 62,56 | 65,07 | 62,89 | 66,25 |